# Urdazubi
Urdazubi (baskiska) eller Urdax (spanska), officiellt Urdazubi/Urdax, är en kommun i Spanien.   Den ligger i provinsen och regionen Navarra, i den nordöstra delen av landet, 400 km nordost om huvudstaden Madrid. Antalet invånare är 378.